# کتانی طناز
کتانی طناز (نام علمی: Linaria dalmatica) نام یک گونه از تیره بارهنگیان است.این گونه بومی غرب آسیا و جنوب شرقی اروپا می‌باشد و در بقیه منطق به عنوان علف هرز شناخته می گردد.این  گیاه با این اسامی نیز شناخته می‌شود:گل کتانی بالکان٬گل کتانی برگپهن و گل کتانی بالماسی یا ابلق.

## گونه مهاجم
گل کتانی طناز در ۱۲ایالت امریکا به عنوان علف هرز مضر معرفی گردیده است.این گیاه مهاجم علفزار بومی منطقه مدیترانه می‌باشد و از اواخر سال ۱۸۰۰ وارد آمریکای شمالی گردیده است.این گیاه دارای ریشه‌های قوی با سرعت رشد بالا می‌باشد که به شکل افقی رشد کرده ومقاوم به سرما هستند و مشکل بزرگی در کشتزارهاوعلفزارهای منطقه بریتیش کلمبیا محسوب می گردد.

منشا اصلیاین گیاه همانگونه که اشاره شد قسمتهای اروپایی مدیترانه می‌باشد و در حال حاضر حداقل در۳۴ ایالت امریکاوکشورکانادا دیده می‌شود.این آفت  تا حد زیادی باعث کاهش بازدهی دام و محصولات دامی در این مناطق گردیده است.وجود این گیاه در واشینگتن به شکل رسمی در تاریخ ۱۹۲۰رویت و ثبت گردیده است.
دلیل استفاده و وروداین گیاه درابتدا به امریکا برای رنگزدایی پارچه٬مصارف پزشکی و موارد تزئینی بوده‌است.

ناثیر مخرب این گیاه به دلیل این می‌باشد که هیچگونه خاصیت علوفه‌ای نداشته و حاوی سم گلوکوزید می‌باشد که باعث مسمومیت دام می گردد.
چرخه زندگی همیشگی و پایدار دارد که  دلیل آن داشتن ریشه‌های بلندی که به یک متر میرسند و به شکل افقی رشد می‌کنند به سرعت گسترش می یابد است.این گیاه توسط دانه و ریشه‌های جانبی نیز قادر به ازدیاد می‌باشد.شکل ظاهری آن به شکل گیاهی عمودی می‌باشد که ساقه‌های جانبی آن از یک ساقه واحد جدا شده‌اند.گلهای آن به رنگ زرد و نارنجی بوده و از اواسط بهار تا پایان تابستان گلدهی می‌کنند.یک گیاه بالغ قادر به تولید ۵۰۰،۰۰۰ دانه در یک فصل می‌باشد که این دانه‌ها قادرند تا مدت ده سال در داخل خاک زنده بمانند.

برای کنترل این گیاه میتوان ریشه‌های آن را در خاکهای نرم از زمین کنده و معدوم کرد.البته باید توجه داشت که ریشه‌های باقیمانده میتوانند دوباره رشد وتولید گیاه نمایند بنابراین باید پاکسازی ریشه‌ها را برای چند سال تکرار کرد.اگر گیاه در مرحله دانه دهی می‌باشد ابتدا دانه‌ها را توسط کیسه پوشانده و سپس ریشه‌ها را نابود کنید تا خطر پخش دانه‌ها به حداقل برسد.کوتاه کردن مرتب مزرعه به کنترل آن در مزارع سبزی کاری کمک میکند.این گیاه رقابت شدیدی با گیاه جعفری دارد.در مزارع بزرگ به دلیل شخم مرتب زمین کمتر قابلیت پخش ورشددارد.
سم پاشی این گیاه مشکل بسیار می‌باشد و حتماً باید در اواخر بهار هنگامی که گیاه شروع به گلدهی می‌کند یا اواخر پاییز قبل از مرگ گیاه انجام گیرد.